# Andrij Lebedjev
Andrij Vadymovyč Lebedjev (in ucraino Андрій Вадимович Лебедєв?; Lipsia, 12 ottobre 1979) è un ex cestista ucraino.

## Carriera
Con l'Ucraina ha disputato tre edizioni dei Campionati europei (2001, 2003, 2005).